# G@zelle
Pour les articles homonymes, voir Gazelle (homonymie).
G@zelle est un réseau de câbles de télécommunications de l'île de La Réunion, département d'outre-mer français dans le sud-ouest de l'océan Indien. Il a été déployé par le Conseil régional de La Réunion en se servant des installations aériennes du réseau électrique de La Réunion. Il a pour vocation de servir d'alternative au réseau de l'opérateur historique, France Télécom.
Depuis le 27 février 2020, le réseau G@zelle est repris par la régie Réunion THD.